# Кумар, Амит
Амит Кумар Дахия (англ. Amit Kumar Dahiya; 15 декабря 1993, Сонипат, Харьяна, Индия) — индийский борец вольного стиля, призёр чемпионата мира, чемпион Азии, участник Олимпийских игр.

## Карьера
В начале февраля 2012 года в америкканском городе Колорадо-Спрингс одержал победу на Мемориале Дейва Шульца. В феврале 2012 года южнокорейском городе Куми стал бронзовым призёром чемпионата Азии. 30 марта 2012 года в Астане азиатском квалификационном турнире завоевал путёвку на Олимпиаду в Лондон. 19 августа 2012 года на Олимпийских играх в 1/8 финала победил иранца Хасана Рахими, в 1/4 проиграл будущему финалисту Владимиру Хинчегашвили из Грузии, в утешительной схватке проиграл Радославу Великову из Болгарии, заняв в итоге 10 место. В апреле 2013 года в Нью-Дели, победив в финале Ян Гён Иля из КНДР, стал чемпионом Азии. 16 сентября 2013 года дошёл до финала чемпионата мира в Будапеште, в котором уступил Хасану Рахими, став серебряным призёром. 31 января 2014 года на Мемориале Дейва Шульца в финале проиграл россиянину Александру Богомоеву, став серебряным призёром. В марте 2014 года в составе сборной Индии принимал участие на Кубке мира в Лос-Анджелесе, где в команде занял 6 место. В конце июля 2014 года в Глазго стал победителем Игр Содружества. В начале января 2017 года в составе команды «UP Dangal» принимал участие в в индийской лиге, в своей схватке он проиграл Сандипу Томару из клуба «Haryana Hammers».